# Bringhausen
Bringhausen is een plaats in het district Waldeck-Frankenberg in Duitsland. Bringhausen ligt aan de Uerdinger Linie, in het traditionele hessische dialectgebied. Bringhausen maakt deel uit van de gemeente Edertal. Bringhausen is ook bekend geweest als Neubringhausen, omdat het oorspronkelijke Alt-Bringhausen met de aanleg van het stuwmeer (de Edersee) in 1914 verdwenen is.